# Helena Figner
Helena Figner foi um mezzo-soprano (ou meio-soprano) brasileiro, nascida no Rio de Janeiro em 1908, e falecida na mesma cidade em 1994.
Estudou canto com diferentes mestres, tendo no início dos anos 30 sido aluna da cantora russa de origem judaica Riva Pasternak, radicada no Brasil e professora do Instituto Nacional de Música.
Por volta de 1938, estuda em Paris com a reputada professora e soprano solista Gabrielle Ritter-Ciampi 
Filha do célebre Fred Figner , pioneiro das gravações fonomecânicas no Brasil, teve uma carreira de destaque nacional e internacional, com inúmeras temporadas de recitais nos EUA e na Europa, sobretudo entre os anos de 1935 e 1950.

## Carreira e críticas
Helena Figner cantava um repertório amplo, que incluía a canção francesa,  lied alemão e obras de compositores brasileiros, na maioria da geração nacionalista.
O grande crítico de música  Eurico Nogueira França, numa reportagem publicada no Correio da Manhã sobre seus recitais no Rio de Janeiro em 1946, ressaltou sua  musicalidade e grande domínio técnico, possuindo uma voz especialmente adequada à música de câmara.
Helena Figner foi membro atuante da Sociedade Brasileira de Música de Câmara, que fundou juntamente com o grande poeta Manuel Bandeira, no final dos anos de 1940.